# Parafia Świętej Trójcy w Fałkowie
Parafia rzymskokatolicka pw. Świętej Trójcy w Fałkowie – jedna z 8 parafii dekanatu przedborskiego diecezji radomskiej. w Fałkowie

## Historia
Fałków wzmiankowany był już w XII w. jako własność biskupów krakowskich. Kazimierz Wielki nadał prawa miejskie magdeburskie w 1340, które zostały utracone w XVI w. Najstarszy kościół modrzewiowy wzmiankowany był w XI w., a kościół murowany powstał w wieku XIV. Konsekracja miała miejsce w 1325. Kolejny murowany kościół, pw. Świętej Trójcy oraz św. Apostołów Mateusza i Macieja, fundacji Piotra i Jana Giżyckich dziedziców Fałkowa pochodził z 1420. W tym czasie została erygowana parafia. Bp Gniazdowski z Gniezna konsekrował kościół w 1603. Pożar w 1774 zniszczył znaczną część świątyni, która została odnowiona w końcu XVIII w. i w 1846. W 1897 kościół konsekrował bp Antoni Ksawery Sotkiewicz. Podczas I wojny światowej świątynia została zniszczona. Wybudowano wtedy tymczasową kaplicę drewnianą. Kościół obecny zbudowany został w latach 1929–1935 staraniem ks. Jana Dąbrowskiego i ks. Wacława Wypyskiego, według projektu arch. Oskara Sosnowskiego. Uległ zniszczeniu w czasie II wojny światowej, a potem był gruntownie odnowiony staraniem ks. Romana Ścisłowskiego w latach 1947–1954. Konsekrował go w 1954 bp Jan Kanty Lorek. Restauracja świątyni miała miejsce w latach 1974–1975. W 1982 spłonął ołtarz główny, część figur uległa zniszczeniu, uszkodzony też został obraz Matki Bożej Szkaplerznej. W latach 1983–1986 zrekonstruowano ołtarz i odnowiono figury oraz obraz. Kościół jest wzniesiony z kamienia w kształcie wydłużonej elipsy, dwie wieże stylizowane są na romańskie.

## Proboszczowie
- 1942–1947 – ks. Jan Wilkowski
- 1947–1956 – ks. Roman Ścisłowski
- 1956–1960 – ks. Franciszek Chlebny
- 1961–1971 – ks. Piotr Figarski
- 1971–1987 – ks. Władysław Prząda
- 1987–1990 – ks. Stanisław Groszek
- 1990–2000 – ks. Stanisław Celej
- 2000–2007 – ks. kan. Marian Czajkowski
- 2007–2022 – ks. Andrzej Gawryś[1]
- 1 lipca – 1 sierpnia 2022 – ks. Sylwester Głogowski[1]
- od 2022 – ks. Dariusz Krok[2]

## Zasięg parafii
Do parafii należą wierni z miejscowości: Budy, Bulianów, Dąbrowa, Fałków, Kołoniec, Olszamowice, Pląskowice, Rudka, Rudzisko, Sęp, Skórnice, Starzechowice, Studzieniec, Sułków, Turowice, Wola Szkucka, Zbójno.